# Idrofluoruro di argon
L'idrofluoruro di argon o fluoridruro di argon è un composto inorganico con formula chimica HArF (anche scritto ArHF). È il primo composto noto dell'elemento chimico argon.

## Scoperta
La scoperta del primo composto di argon è accreditata a un gruppo di scienziati finlandesi, guidati da Markku Räsänen. Il 24 agosto 2000, sulla rivista Nature annunciarono la loro scoperta dell'idrofluoruro di argon.

## Sintesi
Questo composto è stato sintetizzato dall'argon e dall'acido fluoridrico su una superficie di ioduro di cesio a 8 K (-265 °C) ed esponendo la miscela alle radiazioni ultraviolette trattando con una lampada a scarica di kripton a lunghezze d'onda di 127-160 nm. Ciò ha causato in parte la combinazione dei gas.
Lo spettro infrarosso della miscela di gas risultante mostra che contiene legami chimici stabili, anche se molti sono quelli deboli; dunque, si tratta di fluoridruro di argon, e non di una supermolecola o una miscela di argon e acido fluoridrico. I suoi legami chimici sono stabili solo se la sostanza viene mantenuta a temperature inferiori a 17 K (-256 °C); sopra tale limite, si decompone in argon e acido fluoridrico.

## Proprietà
Il composto è molto instabile. Al riscaldamento, si decompone a temperature fino a 27 K e sotto radiazione UV a lunghezze d'onda da 350 a 400 nm.
Secondo i calcoli teorici, la molecola ha lunghezze di legame di 133 pm per l'H-Ar e 197 pm per l'Ar-F e un momento di dipolo di 6.51 D. Il composto è stato rilevato da bande caratteristiche di non reazione nello spettro IR a 435.7, 687.0 e 1969.5 cm-1.